# Sinneslehre Rudolf Steiners
Die Sinneslehre Rudolf Steiners wurde von Rudolf Steiner zwischen 1909 und 1921 als Teil der Anthroposophie in Vorträgen und Schriften veröffentlicht. Im Zuge seiner Forschungen ergänzte er die fünf allgemein bekannten, seit Aristoteles „klassischen“, mit äußeren Sinnesorganen verknüpften Sinnesfähigkeiten (Sehen, Hören, Riechen, Schmecken, Tasten) um sieben weitere Sinne. Vier davon dienen besonders der haptischen Wahrnehmung und der Oberflächensensibilität; sie werden mittlerweile auch von der Physiologie anerkannt: Bewegungssinn, Gleichgewichtssinn, Lebenssinn (beinhaltet Schmerzwahrnehmung mittels Nozizeptoren) und Wärmesinn. Darüber hinaus beschreibt Steiner drei Sinne, welche die menschliche Kommunikation ermöglichen: Sprachsinn, Gedankensinn und Ichsinn.

## Stellung im Gesamtwerk
Schon in seinem ersten Werk wies Rudolf Steiner in Anknüpfung an Goethe auf die Bedeutung auch der Qualitäten der Sinneswahrnehmung für die Erkenntnis hin. Die differenzierte Betrachtung der einzelnen zehn Sinne stellte er ab 1909 in Vorträgen und in einem unvollendeten, erst 1951 postum veröffentlichten Manuskript aus dem Jahr 1910 dar. 1916 nahm er das Thema wieder auf und beschrieb bis 1921 in mehreren Vorträgen seine nunmehr zwölf Sinne umfassende Lehre vom menschlichen Sinnesorganismus.
Von grundlegender Bedeutung ist seine Sinneslehre in der Praxis der Waldorfpädagogik.

## Die zwölf Sinne in Steiners Darstellung
Die üblicherweise als Sinne bekannten Wahrnehmungsbereiche brauchen hier nicht extra erläutert zu werden. Es sollen hier nur die Sinne beschrieben werden, die durch die Sinneslehre Rudolf Steiners erstmals als solche benannt wurden. Das sind zum einen der Lebens- und der Eigenbewegungssinn, also Sinne mit denen wir den eigenen Leib erfahren und zum anderen der Laut-, Begriffs- und Ich-Sinn. Sie beschreiben den Erfahrungsbereich, mit dem wir den anderen Menschen erleben und verstehen, also die Empathie und die Kommunikation. Die ersten sind körperliche, die zweiten soziale Sinne.

### Lebenssinn
„So angesehen, erscheint als der unbestimmteste, allgemeinste Sinn derjenige, welchen man Lebenssinn nennen kann. Der Mensch bemerkt das Dasein dieses Sinnes eigentlich nur dann recht, wenn durch ihn etwas wahrgenommen wird, was in der Leiblichkeit die Ordnung durchbricht. Der Mensch fühlt Mattigkeit, Ermüdung in sich. Er hört nicht die Ermüdung, die Mattigkeit; er riecht sie nicht; aber er nimmt sie in demselben Sinne wahr, wie er einen Geruch, einen Ton wahrnimmt. Solche Wahrnehmung, die sich auf die eigene Leiblichkeit bezieht, soll dem Lebenssinn zugeschrieben werden. Sie ist im Grunde beim wachenden Menschen immer vorhanden, wenn sie auch nur bei einer Störung recht bemerkbar wird. Durch sie empfindet sich der Mensch als ein den Raum erfüllendes, leibliches Selbst.“

 Der Lebenssinn macht die Tätigkeit der inneren Organe wahrnehmbar (Viszerozeption).

### Eigenbewegungssinn
„Das zweite, was als ein Sinn von diesem Lebenssinn wieder ganz verschieden ist, das ist das, was Sie herausfinden können, wenn Sie irgendeines Ihrer Glieder bewegen. Sie bewegen Ihren Arm oder Ihr Bein. Sie würden kein menschliches Wesen sein, wenn Sie nicht Ihre eigenen Bewegungen wahrnehmen könnten. Eine Maschine nimmt ihre Eigenbewegung nicht wahr, das kann nur ein lebendiges Wesen, vermöge eines wirklichen Sinnes. Der Sinn dafür, was wir in uns selber bewegen, vom Augenzwinkern bis zur Bewegung der Beine, ist ein wirklicher zweiter Sinn, der Eigenbewegungssinn.“

 Die Erfahrungen, die wir dem Eigenbewegungssinn verdanken, ist die Propriozeption im engeren Sinne.

### Sprachsinn
„[…] Doch zeigt eine genaue Selbstbesinnung, dass allem Hören des in Lauten Gegebenen doch zum Grunde liegt ein ebensolch unmittelbares, urteilsfreies Verhältnis zu dem Wesen, von dem der Laut ausgeht, wie es der Fall ist, wenn ein Farbeneindruck wahrgenommen wird. Man erleichtert sich die Einsicht in diese Tatsache, wenn man sich vergegenwärtigt, wie ein Schmerzenslaut uns unmittelbar mitleben lässt den Schmerz eines Wesens, ohne dass sich erst irgendeine Überlegung oder dergleichen in die Wahrnehmung einmischt. – In Betracht kommt, dass der hörbare Laut nicht das einzige ist, wodurch sich dem Menschen eine solche Innerlichkeit offenbart, wie es beim Sprachlaut der Fall ist. Auch die Geste, Mimik, das Physiognomische führt zuletzt auf ein Einfaches, Unmittelbares, das ebenso in das Gebiet des Sprachsinnes gerechnet werden muss wie der Inhalt des hörbaren Lautes.“

 Der Lautsinn hat also mit dem zu tun, was heute als Empathie beschrieben wird, das Erfassen des Seelischen Ausdrucks in Lauten und Gebärden.

### Gedankensinn
„Aber wiederum, wenn ich das Wort wahrnehme, so lebe ich mich nicht so intim in das Objekt, in das äußere Wesen hinein, als wenn ich durch das Wort den Gedanken wahrnehme. Da unterscheiden die meisten Menschen schon nicht mehr. Aber es ist ein Unterschied zwischen dem Wahrnehmen des bloßen Wortes, des sinnvoll Tönenden, und dem realen Wahrnehmen des Gedankens hinter dem Worte. Das Wort nehmen Sie schließlich auch wahr, wenn es gelöst wird von dem Denker durch den Phonographen, oder selbst durch das Geschriebene. Aber im lebendigen Zusammenhange mit dem Wesen, das das Wort bildet, unmittelbar durch das Wort in das Wesen, in das denkende, vorstellende Wesen mich hineinversetzen, das erfordert noch einen tieferen Sinn als den gewöhnlichen Wortsinn, das erfordert den Denksinn, wie ich es nennen möchte.“

 Die Empathie geht hier noch weiter, die Gedanken des Gegenüber werden mitvollzogen.

### Ichsinn
Die vollständige wahrnehmende Zuwendung zum anderen Menschen führt zur Wahrnehmung des anderen Ich: 

„Und ein noch intimeres Verhältnis zur Außenwelt als der Denksinn gibt uns derjenige Sinn, der es uns möglich macht, mit einem anderen Wesen so zu fühlen, sich eins zu wissen, dass man es wie sich selbst empfindet. Das ist, wenn man durch das Denken, durch das lebendige Denken, das einem das Wesen zuwendet, das Ich dieses Wesens wahrnimmt – der Ichsinn.“

 Die Begegnung mit einem anderen Menschen ist eine einzigartige Erfahrung. Wir begegnen einem Wesen, das uns gleichartig ist, einem anderen menschlichen Ich. Obwohl dies eine alltägliche Erfahrung und grundlegend für das soziale Lebens ist, ist es kaum wissenschaftlich aufgearbeitet.

## Die zwölf Sinne im Überblick
Die zwölf Sinne können folgendermaßen in drei Gruppen angeordnet werden (vgl.):
| Körpersinne, untere Sinne | Umgebungssinne, mittlere Sinne | Erkenntnissinne, obere Sinne |
| ------------------------- | ------------------------------ | ---------------------------- |
| Gleichgewichtssinn        | Wärmesinn                      | Ichsinn                      |
| Bewegungssinn             | Sehsinn                        | Gedankensinn                 |
| Lebenssinn                | Geschmackssinn                 | Sprachsinn                   |
| Tastsinn                  | Geruchssinn                    | Hörsinn                      |

## Sinneswahrnehmung und Urteilsbildung
Insbesondere im pädagogischen Kontext war Rudolf Steiner die exakte Untersuchung der Sinneslehre speziell im Hinblick darauf wichtig, wie ein Urteil gefällt wird. So beschreibt er in einem Vortrag zur Pädagogik, wie es zu dem Urteil „Das ist ein Kreis“ durch die Verbindung von zwei Sinnesempfindungen, einer visuellen und einer zweiten durch den Bewegungssinn, mit der wir innerlich die Form des Kreises nachvollziehen, kommt.
Vor wenigen Jahren wurden Experimentaluntersuchungen durchgeführt, die untersuchen, wie wir uns mit unserem Körper identifizieren (zum Urteil kommen, dass unser Körper unser Körper ist). Durch eine relativ einfache experimentelle Anordnung kann diese Identifikation durch die Kombination einer visuellen und einer Tastwahrnehmung fehlgeleitet werden. Diese Experimente sind Beispiele dafür, wie Urteile auf der Grundlage von zwei Wahrnehmungen, einer bewussten (visuellen) und einer mehr träumenden (Tastwahrnehmung) gefällt werden.

## Wissenschaftliche Rezeption
Hans Jürgen Scheurle, Schüler des Sinnesphysiologen Herbert Hensel, der sich auch selbst mit Steiners Sinneslehre beschäftigte, nimmt in seiner phänomenologischen Darstellung der Gesamtsinnesorganisation ausdrücklich Bezug auf die Sinneslehre Rudolf Steiners: 

„Historisch gibt es nur einen einzigen Autor, der erstmals auf Vollständigkeit der Sinneslehre abzielt und dessen Priorität deshalb hier zu berücksichtigen ist: Rudolf Steiner hat zwölf Sinne gefunden, die mir nach geringfügigen Abwandlungen tatsächlich sämtliche Empfindungsarten vollständig zu enthalten scheinen.“

 Während Steiner aber Selbst- und Weltwahrnehmung strikt unterscheidet, z. B. in Bezug auf die Wahrnehmung der eigenen und der Gedanken eines Gesprächspartners, sind diese für Scheurle „Pole einer einheitlichen Modalität“. In der Untersuchung der einzelnen Sinnesbereiche nimmt Scheurle wiederholt auf die Sinneslehre Rudolf Steiners Bezug.
In seiner Dissertation an der Universität Witten/Herdecke Der Sprachsinn bei Rudolf Steiner unternimmt Martin Peveling eine kritische Würdigung des Sprachsinns im Sinne Rudolf Steiners im Lichte der modernen Sprachforschung und der sozialen Neurobiologie. Anhand der einschlägigen wissenschaftlichen Literatur zeigt er, dass die zentralen Thesen Steiners zum Sprachsinn von der heutigen neurobiologischen und sprachwissenschaftlichen Forschung bestätigt werden. Beispielsweise können bei der gehirnphysiologischen Verarbeitung von Sprache über die ausschließliche Tonwahrnehmung und Tonverarbeitung („Hörsinn“) hinaus zusätzliche Sequenzen von neurobiologischen Abläufen registriert werden, die der Sprach- und ferner der Gedankenwahrnehmung zuzuordnen sind („Sprachsinn“, „Gedankensinn“).